# Damián Manusovich
Damián Manusovich (Buenos Aires, 30 d'abril de 1973) és un exfutbolista argentí, que ocupava la posició de defensa.

## Trajectòria
Comença a destacar a l'equip de l'Atlanta. El 1991 fitxa per Vélez Sarsfield, però no acaba de reeixir, així com tampoc l'any següent al Colón de Santa Fe. Entre 1993 i 1999 milita al San Lorenzo de Almagro. Inicia de suplent, però assoliria la titularitat posteriorment. Amb San Lorenzo hi guanya el Clausura de 1995.
L'estiu de 1999 recala al CD Numancia, recén pujat a la primera divisió espanyola. No té cap minut al quadre castellà, i al mercat d'hivern recala a l'Elx CF, de Segona Divisió, amb qui disputa 11 partits. L'any següent és titular amb els il·licitans, condició que perd a la campanya 01/02, en la qual només juga quatre partits abans de retirar-se.